# 루트 란츠호프
루트 란츠호프(독일어: Ruth Landshoff, 1904년 ~ 1966년 1월 19일)는 20세기 독일의 배우, 작가이다. 고전 영화 《노스페라투: 공포의 교향곡》(1922)에서 루시 웨스턴라 역을 연기했다. 1933년에 나치 독일을 떠나 프랑스, 영국, 스위스를 거쳐 미국에 정착해 활동했다.